# Sveti Jurij ob Ščavnici
Sveti Jurij ob Ščavnici je naselje i središte istoimene općine u sjevernoj Sloveniji. Sveti Jurij ob Ščavnici se nalaze u Štajerskoj južno od rijeke Mure.

## Stanovištvo
Prema popisu stanovništva iz 2002. godine Sveti Jurij ob Ščavnici je imao 206 stanovnika.

## Vanjske poveznice
- Satelitska snimka naselja, plan naselja  Arhivirana inačica izvorne stranice od 29. srpnja 2017. (Wayback Machine)